# (13358) Revelle
(13358) Revelle est un astéroïde de la ceinture principale ainsi nommé en mémoire de Douglas ReVelle.

## Description
(13358) Revelle est un astéroïde de la ceinture principale. Il fut découvert le 14 octobre 1998 à la station Anderson Mesa par le programme LONEOS. Il présente une orbite caractérisée par un demi-grand axe de 2,67 UA, une excentricité de 0,11 et une inclinaison de 12,8° par rapport à l'écliptique.

## Compléments